# Gert Mollin
Gert Mollin (* 26. Mai 1912 in Marienburg, Westpreußen; † 5. Dezember 1976 in München) war ein deutscher Politiker (CDU).
Gert Mollin besuchte ein Gymnasium und machte ein Fachstudium im Bereich Film, Foto, Gebrauchsgrafik. Ab 1934 war er in diesem Bereich selbständig tätig. 1939 wurde er von der Wehrmacht eingezogen und war in der Luftwaffe Flieger und Fallschirmjäger.

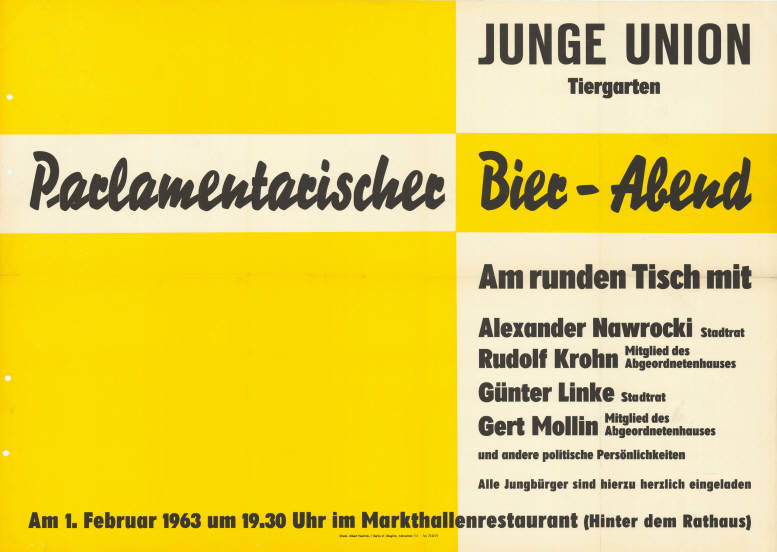
Wahlplakat der Jungen Union Berlin-Tiergarten 1963, Referenten: Alexander Nawrocki, Rudolf Krohn, Günter Linke und Gert Mollin

Nach dem Zweiten Weltkrieg wurde Mollin 1945 wieder selbständiger Grafiker und Werbegestalter. Während der Berliner Blockade hat er freiwillige Arbeit am Flugplatz Gatow geleistet. Er trat der CDU bei und war überwiegend als Fotograf tätig. Bei der Berliner Wahl 1954 wurde Mollin in die Bezirksverordnetenversammlung im Bezirk Tiergarten gewählt. Bei der folgenden Wahl 1958 wurde er in das Abgeordnetenhaus von Berlin gewählt, dem er bis 1967 angehörte.